# آرکتیک سانوست چارترز
آرکتیک سانوست چارترز (به انگلیسی: Arctic Sunwest Charters) یک شرکت هواپیمایی است که در ۱۹۸۹ میلادی تأسیس شده‌است. دفتر مرکزی آرکتیک سانوست چارترز در یلونایف، کانادا واقع شده‌است و قطب این شرکت هواپیمایی در فرودگاه یلونایف قرار دارد.